# Horst Singer (Handballspieler)

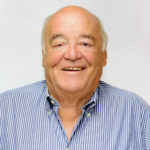
Horst Singer

Horst „Spatz“ Singer (* 2. März 1935 in Ulm; † 15. Juni 2025) war ein deutscher Handballspieler. Er gilt als erster Schütze eines sogenannten Kempa-Tores.

## Karriere
Horst Singer war 1951 württembergischer Handballmeister mit der A-Jugend von Frisch Auf Göppingen. Aus dieser Mannschaft gehörten 1954 fünf Spieler zu dem von Spielertrainer Bernhard Kempa angeführten Team, das sowohl in der Halle als auch auf dem Feld den deutschen Meistertitel gewann. Singer gilt als erster Schütze eines sogenannten Kempa-Tores; der Trickwurf wurde am 24. März 1954 beim Spiel der Auswahl des Deutschen Handballbundes (DHB) gegen Schweden von und mit Bernhard Kempa als Passgeber erstmals erfolgreich eingesetzt. 1955 wurde der Titel in der Halle erneut gewonnen, auf dem Feld gelang 1957 der zweite Titelgewinn. Nach einigen Jahren beim Berliner SV 92 und bei der Turnerschaft Göppingen kehrte Singer 1961 zu Frisch Auf zurück und gewann 1962 den Europapokal der Landesmeister. 1965 und 1970 gewann Singer noch zwei deutsche Meistertitel im Hallenhandball.
Nach seiner aktiven Karriere blieb er dem Handball-Bundesligist Frisch Auf Göppingen erhalten und fungierte unter anderem als Spielleiter, Vize-Präsident und Beiratsmitglied.

## Auswahlmannschaften
Von 1955 bis 1960 spielte Singer in 23 Länderspielen für die deutsche Handballnationalmannschaft, davon acht auf dem Feld; Singer erzielte 68 Tore im Nationaldress. Bei der Feldhandball-Weltmeisterschaft 1955 gehörten mit Bernhard Kempa und Horst Singer zwei Spieler von Frisch Auf Göppingen zum Aufgebot der Bundesrepublik Deutschland, das vor heimischem Publikum den Titel gewann.

## Ehrungen
Am 8. März 2025 wurde Horst Singer feierlich in die Frisch Auf! Hall of Fame aufgenommen. Nur wenige Tage nach seinem 90. Geburtstag war der älteste noch lebende Handball-Weltmeister bei der Ehrung in der EWS Arena Göppingen anwesend.

## Privatleben
Am Hohenstaufen-Gymnasium in Göppingen war Horst Singer als Lehrer in den Fächern Sport und Erdkunde tätig. Seine Tochter Christina Singer war 1987 deutsche Hallenmeisterin im Tennis.
Er verstarb in der Nacht zum 15. Juni 2025.